# Daniel Gremillet
Daniel Gremillet, né le 31 juillet 1953 à Bruyères (Vosges), est un homme politique français.

## Biographie
Agriculteur, président de la coopérative laitière de l'Ermitage à Bulgnéville à partir de 1989, Daniel Gremillet s’engage dans le syndicalisme agricole : vice-président du CNJA dans les années 1980, il préside la fédération départementale de la FNSEA dans les années 1990. À ce titre, il milite en faveur de l'étiquetage des aliments pour bétail pendant la crise de la vache folle.
Il préside la chambre d'agriculture des Vosges depuis 1989, étant réélu pour la quatrième fois en 2013. Vice-président de l'Assemblée permanente des chambres d’agriculture (APCA), il représente celle-ci au Conseil économique, social et environnemental (CESE) de 2010 à 2014.
Dans la continuité de son militantisme au sein d'une organisation syndicale située à droite, Daniel Gremillet s'engage en politique, d'abord comme divers droite puis sous les couleurs de l'UMP.
Conseiller régional de Lorraine depuis 1998, il est élu sénateur des Vosges le 28 septembre 2014. Il est membre de la commission des Affaires économiques de cette assemblée. Depuis 2016, il est conseiller régional du Grand Est et membre de la commission permanente au conseil régional.
Réélu sénateur au premier tour des élections sénatoriales de 2020 dans les Vosges avec 72 % des suffrages exprimés, il devient secrétaire du Sénat le 6 octobre 2020.

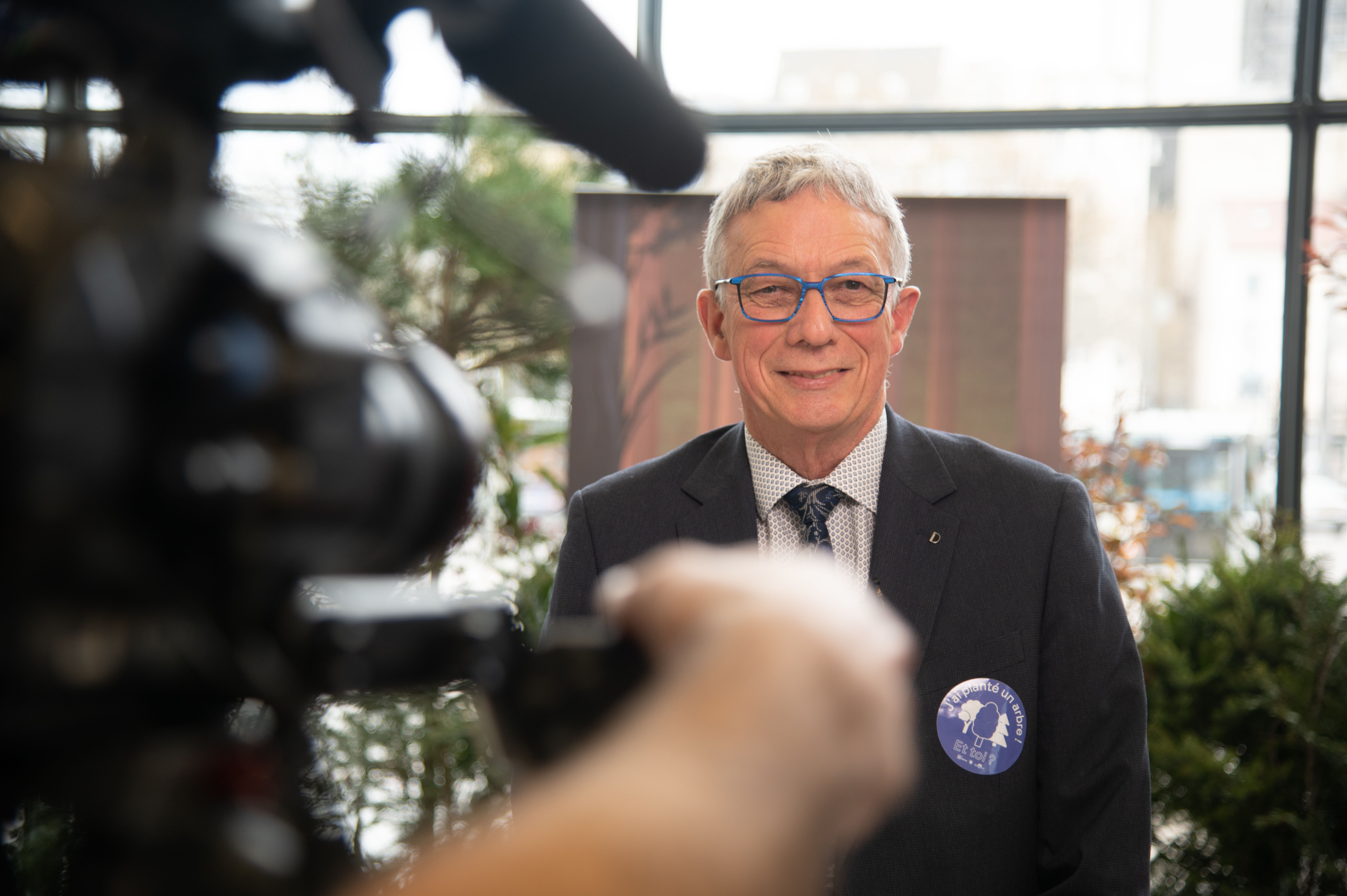
Au Forum international Bois Construction, Nancy 2024